# Heinrich-Greinacher-Preis
Der Heinrich-Greinacher-Preis ist eine alle zwei Jahre von der in Bern ansässigen Professor Heinrich Greinacher-Stiftung vergebene Auszeichnung für wissenschaftliche Leistungen.
Die Preisträger werden von Wissenschaftlern der Universität Bern ausgewählt. Die ausgezeichneten wissenschaftlichen Arbeiten stehen im Zusammenhang mit dem wissenschaftlichen Lebenswerk des Physikers Heinrich Greinacher. Darüber hinaus sollen die Preisträger mit der Universität Bern verbunden sein. Das Preisgeld von 20.000 Schweizer Franken entspringt dem Nachlass von Frieda Greinacher geb. Urben und Heinrich Greinacher.

## Preisträger
- 1998: Peter Jenni, „für seine hervorragenden Beiträge zur experimentellen Untersuchung der fundamentalen Quark- und Gluonen-Wechselwirkungen in Proton-Antiproton Kollisionen bei hohen Energien sowie für seine Initiative und führende Rolle bei der Planung und dem Aufbau des ATLAS Experiments am Large Hadron Collider (LHC) des CERN“
- 1998: Jürg Beer, „für seine phantasievollen und erfolgreichen Bemühungen, interessante Anwendungsgebiete der Beschleuniger-Massenspektrographie zu erschliessen, sowie für seine herausragenden Beiträge bei der Untersuchung der Sonnenvariabilität und deren Auswirkungen auf das Klima der Erde“
- 2002: David T. Young, „für seinen hervorragenden Beitrag zu den Untersuchungen der dynamischen Prozesse in der Erdmagnetosphäre sowie für seine innovativen Arbeiten bei der Entwicklung und dem Bau neuer Messinstrumente zur Untersuchung kosmischer Plasmen mittels Raumexperimenten“
- 2004: Martin Lüscher, „für seine wegweisenden Arbeiten auf dem Gebiet der Gitter-Eichtheorien“
- 2006: Martin Heimann, „für seine führende Rolle, das Verständnis von Bio-Geo-Chemischen Kreisläufen zu entwickeln, insbesondere vom globalen Kohlenstoff-Kreislauf, sowie für seine experimentellen Arbeiten zum Nachweis atmosphärischer Spurenstoffe für die Verwendung der so erhaltenen Daten in Transport- und Klima-Modellen“
- 2006: Robert Wimmer-Schweingruber, „für seine Forschung zur Physik der Heliosphäre und zur Zusammensetzung des Sonnenwindes - heute und in der Vergangenheit“
- 2008: Jürg Beringer, „für seine innovativen Beiträge zur Instrumentation und Datenanalyse der Collider Experimente ATLAS am CERN und BaBar in Stanford“
- 2010: Andreas Nyffeler, „für seinen fundamentalen Beitrag zur Theorie des anomalen magnetischen Moments des Myons“
- 2012: Martin Wieser, „für seinen fundamentalen Beitrag zur Entwicklung von Instrumenten, die neutrale Atome messen können, und deren erfolgreiche Anwendung in der Mondforschung“
- 2014: Katrin Fuhrer und Marc Gonin, „für ihre Arbeiten im Bereich der time-of-flight (TOF) Massenspektrometrie, sowohl für die erfolgreiche industrielle Anwendung, als auch für die wissenschaftliche Forschung, die mit diesen Instrumenten möglich ist“
- 2016: Hugo Zbinden, „für seine bahnbrechenden Arbeiten auf dem Gebiet der Quantenoptik und der Quantenkryptographie“
- 2018: Thomas H. Zurbuchen, „in Anerkennung seiner Arbeiten in den Weltraumwissenschaften im weitesten Sinne“
- 2022: Frédéric Allegrini, „in recognition of his work in the field of space science, specifically the development, design and testing of space plasma instrumentation, the analysis and interpretation of data obtained from Jupiter’s magnetosphere by the Juno mission of NASA (auroral electrons) and from the heliosphere (energetic neutral atoms and ions), as well as his contributions to the technology associated with thin carbon foils in instruments for space research.“
- 2024: Daniel Baggenstos, für seine Arbeiten zu Edelgasen in Lufteinschlüssen im arktischen Eis